# Neesenbeckia punctoria
Neesenbeckia punctoria är en halvgräsart som först beskrevs av Vahl, och fick sitt nu gällande namn av Margaret Rutherford Bryan Levyns. Neesenbeckia punctoria ingår i släktet Neesenbeckia och familjen halvgräs. Inga underarter finns listade i Catalogue of Life.